# 郑州市管城回族区外国语小学
郑州市管城回族区外国语小学，是中国河南省郑州市的一所小学，位于河南省郑州市管城回族区城东路28号。

## 沿革
1957年学校创建，原名城东路第一小学。2002年，改建为外国语小学。占地8262平方米、建筑面积9448平方米。